# Kärrsjön (Grytnäs socken, Dalarna)
Kärrsjön är en sjö i Avesta kommun i Dalarna och ingår i Dalälvens huvudavrinningsområde.